# Chaker Alhadhur
Chaker Alhadhur (Nantes, 4 dicembre 1991) è un calciatore francese naturalizzato comoriano, difensore o centrocampista del Les Sables e della nazionale comoriana.

## Carriera

### Club
Gioca dal 2008 al 2010 al Nantes 2. Nel 2010 viene inserito nella rosa della prima squadra. Nel 2011 viene ceduto in prestito all'Aviron Bayonnais. Rientrato dal prestito, inizialmente gioca per il Nantes 2, per poi essere promosso in prima squadra. Nella stagione 2013-2014 debutta in Ligue 1. Nel 2015 si trasferisce al Caen.

### Nazionale
Debutta in nazionale il 5 marzo 2014 contro il Burkina Faso. Nel 2022 viene convocato per la Coppa delle nazioni africane 2021 e nel match valido per gli ottavi di finale viene schierato come portiere a causa della concomitante assenza dei tre portieri in rosa, dovuta al contagio da COVID-19 e ad un infortunio, riuscendo a subire solamente 2 gol contro il Camerun.

## Statistiche

### Cronologia presenze e reti in nazionale
| Cronologia completa delle presenze e delle reti in nazionale ― Comore | Cronologia completa delle presenze e delle reti in nazionale ― Comore | Cronologia completa delle presenze e delle reti in nazionale ― Comore | Cronologia completa delle presenze e delle reti in nazionale ― Comore | Cronologia completa delle presenze e delle reti in nazionale ― Comore | Cronologia completa delle presenze e delle reti in nazionale ― Comore | Cronologia completa delle presenze e delle reti in nazionale ― Comore | Cronologia completa delle presenze e delle reti in nazionale ― Comore |
| Data                                                                  | Città                                                                 | In casa                                                               | Risultato                                                             | Ospiti                                                                | Competizione                                                          | Reti                                                                  | Note                                                                  |
| --------------------------------------------------------------------- | --------------------------------------------------------------------- | --------------------------------------------------------------------- | --------------------------------------------------------------------- | --------------------------------------------------------------------- | --------------------------------------------------------------------- | --------------------------------------------------------------------- | --------------------------------------------------------------------- |
| 13-11-2015                                                            | Mitsamiouli                                                           | Comore                                                                | 0 – 0                                                                 | Ghana                                                                 | Qual. Mondiali 2018                                                   | -                                                                     |                                                                       |
| 17-11-2015                                                            | Kumasi                                                                | Ghana                                                                 | 2 – 0                                                                 | Comore                                                                | Qual. Mondiali 2018                                                   | -                                                                     |                                                                       |
| 24-3-2017                                                             | Mitsamiouli                                                           | Comore                                                                | 2 – 0                                                                 | Mauritius                                                             | Qual. Coppa d'Africa 2019                                             | 1                                                                     |                                                                       |
| 24-3-2018                                                             | Marrakech                                                             | Kenya                                                                 | 2 – 2                                                                 | Comore                                                                | Amichevole                                                            | -                                                                     |                                                                       |
| 6-9-2019                                                              | Moroni                                                                | Comore                                                                | 1 – 1                                                                 | Togo                                                                  | Qual. Mondiali 2022                                                   | -                                                                     |                                                                       |
| 10-9-2019                                                             | Lomé                                                                  | Togo                                                                  | 2 – 0                                                                 | Comore                                                                | Qual. Mondiali 2022                                                   | -                                                                     | 88’                                                                   |
| 24-1-2022                                                             | Yaoundé                                                               | Camerun                                                               | 2 – 1                                                                 | Comore                                                                | Coppa d'Africa 2021 - Ottavi di finale                                | -2                                                                    |                                                                       |
| Totale                                                                |                                                                       | Presenze                                                              | 7                                                                     |                                                                       | Reti                                                                  | 1,-2                                                                  |                                                                       |